# اتو وارمبیر
اُتو فردریک وارمبیر (به انگلیسی: Otto Frederick Warmbier؛ ۱۲ دسامبر ۱۹۹۴ – ۱۹ ژوئن ۲۰۱۷) دانشجوی آمریکایی بود که از ژانویهٔ ۲۰۱۶ تا ژوئن ۲۰۱۷ میلادی، به جُرم آنچه دولت کره شمالی آن را «اعمال خصمانه» خوانده بود، دستگیر و زندانی شده‌بود. جُرم وی، دزدیدنِ یک پوستر تبلیغاتیِ حزب بود و برای آن به ۱۵ سال زندان با اعمال شاقه محکوم شده‌بود. وی کمی پس از بازگردانده شدن به ایالات متحده درگذشت.

## سفر به کره شمالی و دستگیری
وارمبیر در ژانوبهٔ ۲۰۱۶ میلادی در سن ۲۱ سالگی و درحالی که دانشجوی اقتصاد دانشگاه ویرجینیا بود، به عنوان توریست به کره شمالی سفر کرد. دولت کره شمالی وی را دستگیر و متهم به دزدیدن یک نشان تبلیغاتی از یک هتل کرد. وارمبیر در دادگاه اعتراف کرد که پوستری از حزب کارگران کره با محتوای پروپاگاندای سیاسی را دزدیده بود و از این رو به ۱۵ سال زندان با اعمال شاقه محکوم شد. به گفتهٔ دولت کرهٔ شمالی وی اندکی پس از محاکمه به بیماری بوتولیسم مبتلا شد و برای مدت یک سال در حالت کما به‌سر برد. آمریکا تلاش‌های دیپلماتیک خود را برای آزادی وارمبیر انجام داد و سخنگوی وزارت امور خارجه آمریکا بیان کرد که اجرای این حکم خشونت‌بار واکنش کره شمالی به تحریم‌های آمریکا علیه فعالیت‌های هسته‌ای این کشور بوده‌است و اینکه «کره شمالی برای دنبال کردن دستور کار سیاسی خود از شهروندان آمریکایی به عنوان گرو استفاده می‌کند.» به گفته پدرش، وارمبیر مجبور به اعتراف شده‌بود و او توسط مقامات دولت کره شمالی برای مقاصد سیاسی ربوده شده بود.

## بازگردانی به ایالات متحده و مرگ
کرهٔ شمالی وی را در ژوئن ۲۰۱۷ میلادی و پس از حدود ۱۸ ماه پس از دستگیری، در حالت کما و به دلایل «بشردوستانه» به دولت آمریکا تحویل داد. مقامات کره شمالی، به کُما رفتن وارمبیر را نتیجهٔ بوتولیسم و قرص‌های خواب اعلام کردند اما پزشکان ایالات متحده این ادّعا را زیر سؤال بردند. وارمبیر در ۱۳ ژوئن به سینسیناتی، اوهایو رسانیده شد و فوراً به مرکز بهداشتی دانشگاه سینسیناتی منتقل شد. تشخیص‌های اولیه، نشان‌دهندهٔ «آسیب عصبی شدید» بود. پدر وی معتقد است که وارمبیر مورد خشونت وحشیانه قرار گرفته بود.
وارمبیر در ۱۹ ژوئن ۲۰۱۷، شش روز پس از بازگشت به ایالات متحده، در حالت کما درگذشت. دونالد ترامپ،  رئیس‌جمهور آمریکا، درگذشت وی را به خانواده‌اش تسلیت گفت و رفتار کره شمالی را محکوم کرد و کره شمالی را مسئول مرگِ وارمبیر دانست.